# Ernest Simon (1er baron Simon de Wythenshawe)
Pour les articles homonymes, voir Simon et Ernest Simon.
Ernest Emil Darwin Simon, 1er baron Simon de Wythenshawe (9 octobre 1879 - 3 octobre 1960) est un industriel, homme politique et fonctionnaire britannique. Lord Maire de Manchester en 1921–1922, il est député pendant deux mandats entre 1923 et 1931 avant d'être élevé à la pairie et de servir comme président du conseil des gouverneurs de la BBC.

## Jeunesse et famille
Simon est né à Didsbury, Manchester, fils aîné de Henry Gustav Simon (en) et Emily Stoehr. Il fait ses études à la Rugby School et étudie les sciences mécaniques au Pembroke College, Cambridge.
En 1912, il épouse Shena Simon (née Potter) (1883-1972), une réformatrice sociale réputée. Ils ont trois enfants: Roger (en), avocat et journaliste, Brian Simon (en) universitaire et historien de l'éducation, et une fille Antonia, morte dans l'enfance.
Après avoir quitté Cambridge à la mort de son père, il entre dans l'entreprise d'ingénierie de la famille, Simon Carves, fabricant de moulins à farine et de fours à coke. Il développe avec succès l'entreprise dans la construction de silos à grains et, ce qui lui permet de se consacrer à la politique.

## Carrière politique
Simon est membre du conseil municipal de Manchester de 1912 à 1925, et maire de Manchester en 1921–1922, la plus jeune personne à l'époque à avoir occupé le poste. Il lance le nettoyage de bidonvilles et les projets de logement dans la ville. Il achète Wythenshawe Hall (en) et le parc de Robert Henry Grenville Tatton en 1926 et les donne à la ville; les terres agricoles du domaine deviennent l'un des plus grands lotissements de Grande-Bretagne, Wythenshawe ,.
Simon siège comme député libéral de Manchester Withington de 1923 à 1924 et de 1929 à 1931. Nommé secrétaire parlementaire du ministère de la Santé en août 1931, pour rester en fonction, il se présente à Penryn et Falmouth (il ne s'était pas représenté pour le siège de Withington) en octobre 1931, mais il échoue. Il est fait chevalier en 1932. Après la Seconde Guerre mondiale, il se présente de nouveau au Parlement, en tant que candidat indépendant pour le siège des universités anglaises combinées lors de l'élection partielle de 1946. Il échoue et plus tard cette année-là, il rejoint le Parti travailliste. En 1947, il est élevé à la pairie en tant que baron Simon de Wythenshawe, de Didsbury dans la ville de Manchester, et est nommé président du conseil des gouverneurs de la dBBC, poste qu'il occupe jusqu'en 1952.
Il est un ami proche de Sidney et Beatrice Webb et il contribue pour 1 000 £ à leur création du journal politique New Statesman . Il a également une longue association avec l'Université Victoria de Manchester ; sauf pendant une courte période, il est membre de la cour et du conseil de 1915 jusqu'à sa mort et il est président du conseil entre 1941 et 1957 .
Simon meurt le 3 octobre 1960 à Withington, Manchester, après avoir été victime d'un accident vasculaire cérébral pendant ses vacances. Son fils aîné Roger lui succède à la baronnie.

## Publications
- E. D. Simon et Marion Fitzgerald, A City Council from Within, London, Longmans, 1922
- E. D. Simon, A City Council from Within, London, Longmans, 1926
- E. D. Simon, The Anti-Slum Campaign, London, Longmans, 1933 (lire en ligne)
- E. D. Simon et John Inman, The Rebuilding of Manchester, London, Longmans, 1935
- E. D. Simon et Eva Hubback, Training for Citizenship, London, Oxford University Press, 1935
- E. D. Simon, Rebuilding Britain: A Twenty Year Plan, London, Victor Gollancz, 1945
- E. D. Simon, The BBC from Within, London, Victor Gollancz, 1953